# Razzetta d'Oropa
La razzetta d'Oropa è una razza bovina italiana che viene anche detta pezzata rossa Oropa.

## Origine
Appartiene al ramo pezzate rosse di montagna. Originaria della provincia di Biella, nel massiccio alpino dove è considerata una sottorazza della valdostana pezzata rossa. Introdotta nel V secolo dai Burgundi, essa è una cugina della francese abondance. Il suo libro genealogico data dal 1964, ma è stata iscritta soltanto nel 1985 sul registro ufficiale delle razze bovine. Si tratta di una razza poco diffusa al di fuori della sua regione. Nel 2002 si contavano circa 4.326 vacche su 2.500 iscritte sui registri e 53 tori.

## Morfologia
Ha una livrea rosso mogano. In generale, la testa e il ventre sono bianchi. Sui lati ha macchie più o meno estese. Si tratta di una razza di taglia piuttosto minuta. La vacca misura 125 cm al garrese per 625 kg di peso, ed il toro 135 cm per 850 kg.

## Attitudine
Si tratta di una razza classificata mista. 
La vacca è fertile, partorisce facilmente ed è una buona madre. Si adatta molto bene al pascolo di montagna sulle Alpi.
Il latte prodotto dalla Pezzata Rossa di Oropa è spesso utilizzato per la produzione del Maccagno, un tipico formaggio biellese.